# Max Rosenmann
Max Rosenmann (Curitiba, 29 de novembro de 1944 — Curitiba, 25 de outubro de 2008) foi um empresário, advogado e político brasileiro. Deputado Federal pelo Paraná com seis mandatos consecutivos de 1987 a 2008.

## Biografia
Filho de Bernardo Rosenmann, primeiro judeu registrado a nascer em Curitiba, e Ottilia Rosenmann, graduou-se em bacharel em direito em 1973 pela Universidade Federal do Paraná e tornou-se empresário do ramo joalheiro, dono de uma rede de lojas em todo o Paraná.
Em sua juventude, atuava politicamente em movimentos estudantis e após consolidar a carreira profissional e suas empresas, iniciou vida pública exercendo cargos, no início da década de 1980, como diretor-geral da Casa Civil do Estado do Paraná e superintendente do Instituto de Previdência do Estado (IPE), até eleger-se deputado em 1986.
Também foi presidente da Associação de Criadores e Proprietários de Cavalos de Corrida, presidente da Sociedade Hípica Paranaense e do Colorado Esporte Clube, além de vice-presidente do Centro do Comércio do Paraná e membro fundador da Fundação de Saúde Aristides Athayde.
Sua falecimento decorreu em virtude de um AVC e em sua homenagem, o ginásio da cidade de São José dos Pinhais recebe o seu nome.